# Elvis Presley Museum (Hawera)
Het Elvis Presley Museum, ook wel Elvis Presley Memorial Room genoemd, is een museum in Hawera in Nieuw-Zeelandse regio Taranaki. Het is gewijd aan rock-'n-rollzanger en filmacteur Elvis Presley (1935-1977).

## Collectie
De collectie bestaat uit in totaal zo'n 10.000 stukken die dicht op elkaar gepresenteerd worden op de vloer, aan de muren en aan het plafond. Onder de stukken bevinden zich 5.000 platen die afkomstig zijn uit allerlei landen in de wereld. Een aantal platenhoezen zijn gesigneerd. Te zien zijn verder boeken, foto's, posters, straatnaamborden, krantenknipsels, replicakleding, manchetknopen en allerlei andere memorabilia.

## Geschiedenis
De collectie werd door Kevin Wasley opgebouwd sinds 1959, toen hij veertien jaar oud was. Toen zijn collectie verder gegroeid was, zette hij er een museum van op in de garage bij zijn huis. Hoewel het alleen op afspraak vooraf bezocht kan worden, trekt het bezoekers uit allerlei landen. Van de kunstenaar Darren Knight verscheen in 1986 een kunstplaat van het museum.

## Galerij

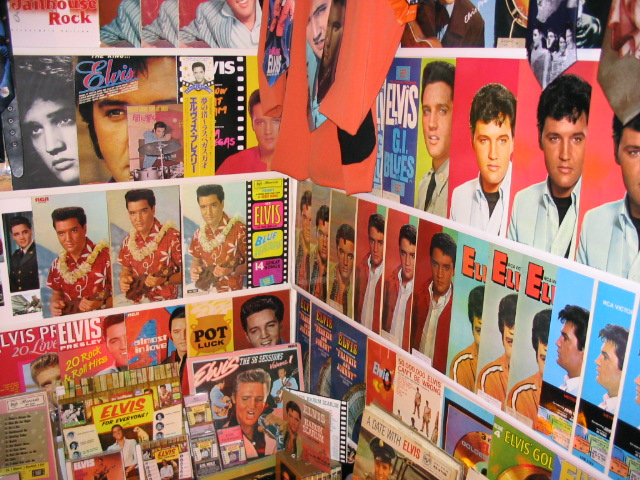
Blik in het museum